# ريمنغتون موديل 700

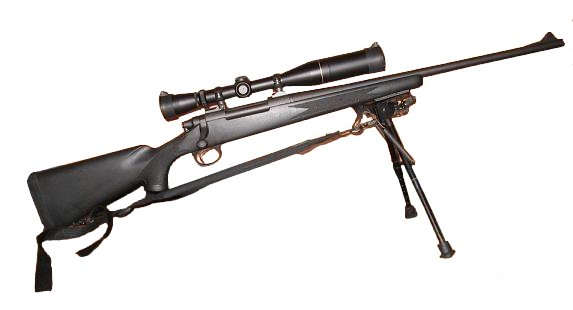
ريمنغتون موديل 700

ريمنغتون موديل 700 (بالإنجليزية: Remington Model 700)‏ ، هي سلسلة من بنادق القناصة أمريكية الصنع من شركة أسلحة ريمينغتون.،كلها تعتمد على أسلوب التلقيم اليدوي. دخلت الخدمة للجيش الأمريكي منذ عام 1962م وحتى الآن.غالبا تأتي بثلاثة أو أربعة أو خمس طلقات في مخزن داخلي حسب نوع الخرطوش، بعضها لها صفيحة أرضية من أجل سرعة فك التحميل، وبعضها لايملك هذه الصفيحة.البندقية يمكن أن تملك مخزن منفصل.يتوفر موديل 700 بمختلف الأشكال والماسورات ونوع الخرطوش .يوجد تطوير لهذه البندقية لنوع ريمنغتون 721 و 722 ،والتي صُنعت في عام 1948.

## المستخدمون
- أستراليا[6]
- كندا[7]
- إندونيسيا[8]
- ماليزيا[9]
- الفلبين[10]
- الولايات المتحدة الأمريكية[11][12]

## وصلات خارجية
- CNBC program on the Remington 700
- Remington Law Enforcement Model 700 page
- Remington Military Model 700 LTR page
- Remington Society of America
- Model 700 blueprinting